# سمودراجوبتا
سمودراجوبتا (بالإنجليزية: Samudragupta)‏ (350-375 م) كان حاكماً لإمبراطورية غوبتا الهند القديمة بصفته نجل إمبراطور جوبتا Chandragupta الأول والأميرة Lichchhavi Kumaradevi ، قام بتوسيع السلطة السياسية لسلالته بشكل كبير.
نقش عمود الله أباد، وهو تأبين من تأليف خادمة هاريشينا، ينسب إليه غزوات عسكرية واسعة النطاق. تشير إلى أن هو هزم العديد من ملوك شمال الهند، وضم أراضيهم إلى إمبراطوريتة. كما سار على طول الساحل الجنوبي الشرقي للهند، وتقدم حتى مملكة بالافا. بالإضافة إلى ذلك ، أخضع العديد من الممالك الحدودية والأوليغارشية القبلية. امتدت إمبراطوريته من نهر رافي في الغرب إلى نهر براهمابوترا في الشرق، ومن سفوح جبال الهيمالايا في الشمال إلى وسط الهند في الجنوب الغربي. كان العديد من الحكام على طول الساحل الجنوبي الشرقي روافده.
قام Samudragupta بتضحية Ashvamedha لإثبات سيادته الإمبراطوريتة، ووفقاً لعملاته المعدنية، ظل غير مهزوم. تشير عملاته النقدية والنقوش الذهبية إلى أنه كان شاعراً بارعاَ، كما كان يعزف الموسيقى. واصل ابنه Chandragupta الثاني سياسته التوسعية.